# Rosnakowa
Rosnakowa, Rusnakowa – polana w Gorcach znajdująca się na grzbiecie odchodzącym od Turbacza w południowo-zachodnim kierunku. Niegdyś była koszona i wypasana. Z polany w kierunku zachodnim widoczny jest wierzchołek i grzbiet Bukowiny Miejskiej, w północno-zachodnim – Średniego Wierchu, a w oddali szczyty Babiej Góry i Pasma Policy. Od północno-wschodniej strony horyzont zamykają zbocza Turbacza.
W górnej części polany znajduje się Kaplica Matki Boskiej Królowej Gorców, nazywana także Kaplicą Papieską, Partyzancką lub Pasterską. Wybudowano ją w 1979 z okazji pierwszej pielgrzymki Jana Pawła II do Polski, z inicjatywy Czesława Pajerskiego – właściciela polany i honorowego kustosza Muzeum Podhalańskiego w Nowym Targu. Powstała na miejscu wcześniej tu istniejącej niedużej kapliczki Matki Boskiej Leśnej Królowej Gorców. Obecnie kapliczka ta przeniesiona jest na północne obrzeża polany. Jest ona pomnikiem walki o wolną Polskę; wykonana jest z pnia z trzema wbitymi w niego bagnetami i oplecionego drutem kolczastym symbolizującym spętaną niewolą Polskę. W kapliczce znajduje się rzeźba Bogurodzicy, a ponad nią trzy hełmy różnych formacji armii polskiej.
Wykonana z drewna Kaplica Papieska ma konstrukcję zrębową. Jest przesycona symboliką patriotyczną, podobnie jak poprzednia kapliczka. Zbudowana jest na planie krzyża Virtuti Militari, belkowanie drzwi ma kształt orła, a zamykający je łańcuch symbolizuje Polskę w niewoli. Korona umieszczona powyżej głowy orła jest stylizowana na łódź, jest w niej portret Jana Pawła II i napis: „Pasterzowi pasterze”. Na oknach kaplicy znajdują się wizerunki 4 polskich orłów pochodzące z czasów biskupa Stanisława ze Szczepanowa, z czasów konfederacji barskiej, z okresu II Rzeczypospolitej oraz pozbawiony korony orzeł armii polskiej w ZSRR. Patriotyczny jest również wystrój wnętrza; znajdują się tutaj tablice pamiątkowe poległych żołnierzy IV batalionu 1. Pułku Strzelców Podhalańskich AK. Na znajdującym się obok kaplicy betonowym pomniku ofiar katyńskich trzy dłonie symbolizują ofiary Katynia, Ostaszkowa i Charkowa. Obok kaplicy znajdują się ławki, dzwonnica i polowy ołtarz. Opiekunem i duszpasterzem Kaplicy Matki Boskiej Leśnej Królowej Gorców był przez wiele lat o. Kazimierz Krakowczyk.
Od maja do października codziennie odbywają się tutaj msze, w których biorą udział turyści, grupy oazowe, harcerze, myśliwi, a także mieszkańcy okolicznych miejscowości. Blisko mają tylko mieszkający w schronisku PTTK na Turbaczu, wszyscy pozostali odbyć muszą w tym celu wielogodzinną wycieczkę i wspiąć się niemal pod szczyt Turbacza. Najbardziej uroczysta msza odbywa się w drugą niedzielę sierpnia. Dawniej wiązano ją z rocznicą wybuchu powstania warszawskiego, od 1982 jest to Święto Ludzi Gór organizowane przez Związek Podhalan. Podczas obchodów tego święta wielokrotnie kazania wygłaszał ksiądz Józef Tischner. Przeważnie były to kazania patriotyczne o „ślebodzie” (po góralsku wolności). „...widziołek jom i słysołek na zywo. Ka? Ocywiście na Polanie Rusnakowej pod Turbaczem, podcas Tischnerowych msy .... Pamiętom, jak na te niezwykłe spotkonia z Tischnerem chodziły tłumy góroli i ceprów – w tym takik ceprów, którym zwykle nawet na małe pagórki nie fcioło sie wchodzić. – pisze anonimowo jeden z uczestników tych patriotycznych spotkań.
Rosnakowa znajduje się poza obszarem Gorczańskiego Parku Narodowego, w granicach wsi Klikuszowa w województwie małopolskim, w powiecie nowotarskim, w gminie Nowy Targ.

## Szlaki turystyki pieszej
Kowaniec (Nowy Targ) – Dziubasówki – Wszołowa – Miejski Wierch – Bukowina Miejska – polana Bukowina – Rosnakowa – Świderowa – Długie Młaki – Turbacz. Odległość 6,3 km, suma podejść 550 m, suma zejść 50 m, czas przejścia 2 godz. 35 min, z powrotem 1 godz. 45 min.
- Czas przejścia z Kowańca na polanę Rosnakową 2:20 h, ↓ 1:30 h
- Czas przejścia z polany Rosnakowej na Turbacz 15 min., ↓ 15 min.

 Łopuszna – Niżni Zarębek – Wyżni Zarębek – Bukowina Waksmundzka – polana Świderowa – Turbacz. Odległość 10,4 km, suma podejść 690 m, suma zejść 30 m, czas przejścia 3:15 h, ↓ 2:15 h.

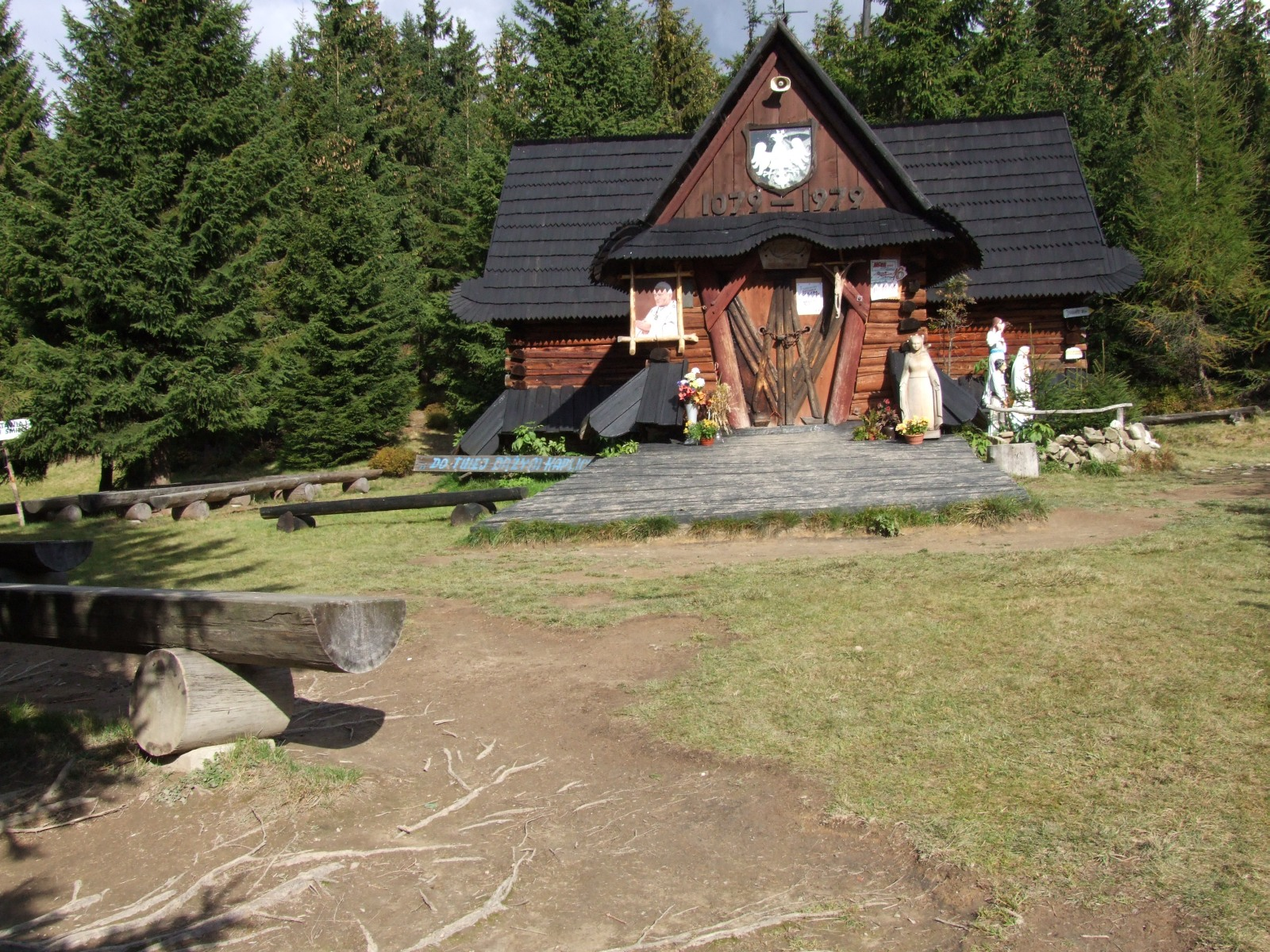
Kaplica Matki Bożej Królowej Gorców
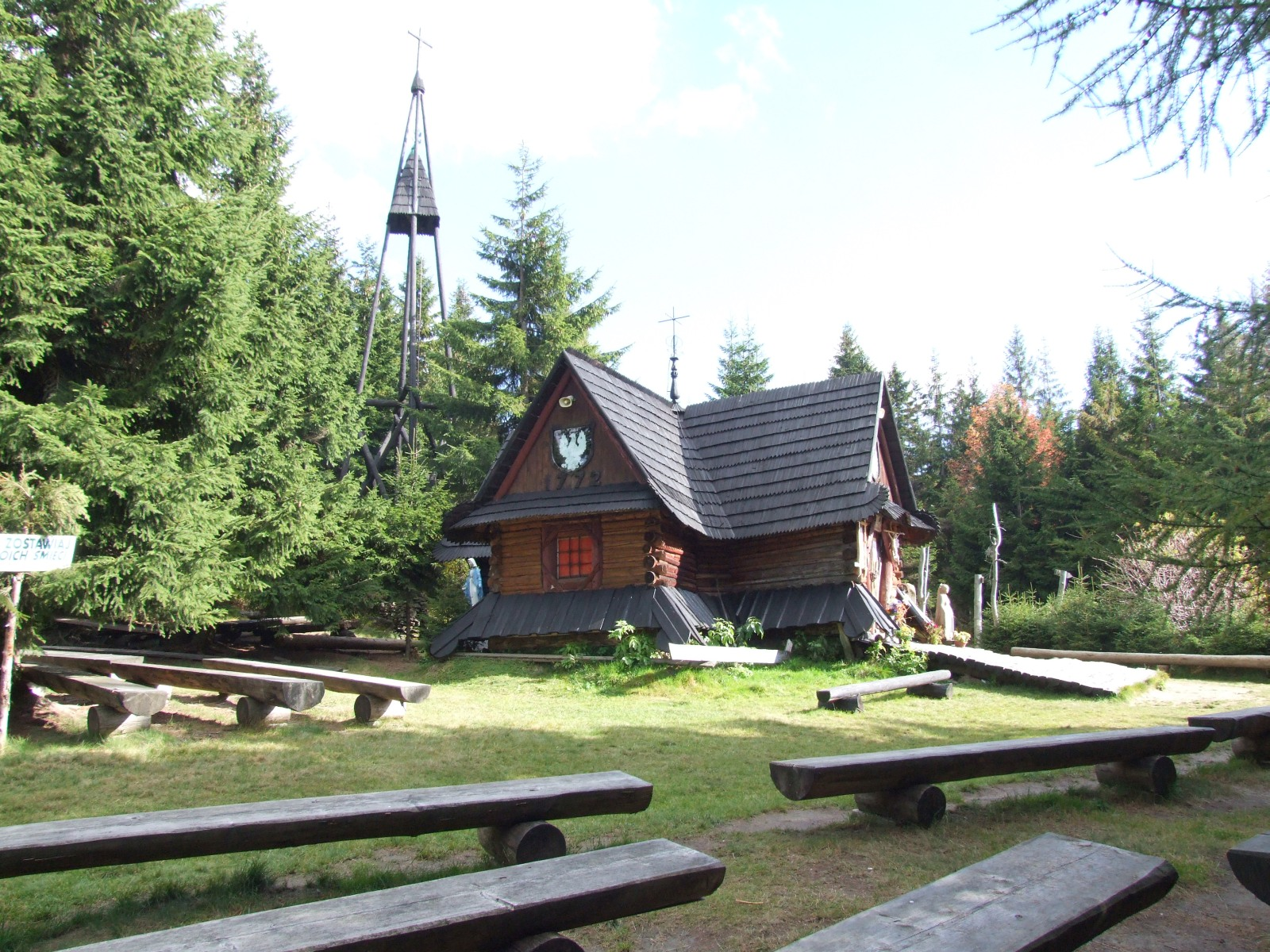
Kaplica Matki Bożej Królowej Gorców
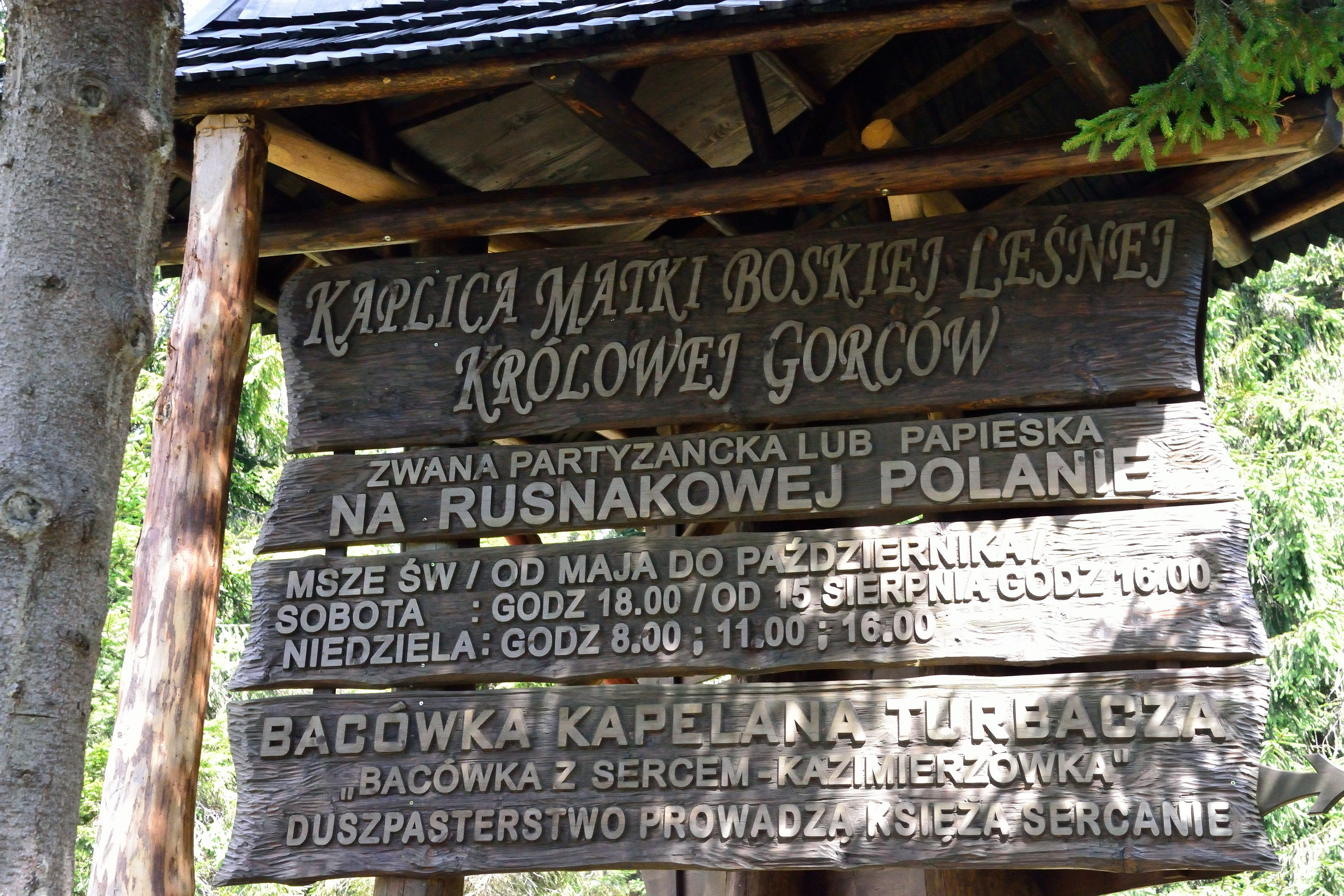
Kaplica na Rusnakowej Polanie, tablica informacyjna